# Movimiento por la Socialdemocracia
El Movimiento de los Socialdemócratas (EDEK) (en griego:Κίνημα Σοσιαλδημοκρατών) es un partido político de Chipre, de tinte socialdemócrata.
En las elecciones generales de 2001, el EDEK ganó el 6,5% de los votos, y obtuvo cuatro escaños de los 56 en el Parlamento de Chipre. En las elecciones del 21 de mayo de 2006 el partido obtuvo el 8,9%, y cinco escaños.
Es miembro de la Internacional Socialista, de la Alianza Progresista y del Partido de los Socialistas Europeos.

## Historia
El EDEK fue fundado por Vassos Lyssaridis, en 1970, y por miembros del Comité por la Vuelta de la Democracia en Chipre, y por luchadores de Lyssaridis, en 1964, en los choques contra los chipriotas griegos y turcos. El partido apoyó al presidente Makarios III, y mucho de sus miembros eran parte de la resistencia armada contra el golpe de Estado del 15 de julio de 1974, que intentó quitarlo del poder.
Muchos miembros de la juventud del EDEK, con tendencias trotskistas, fueron expulsados del partido entre 1979 y 1984 y formaron Aristeri Pteryga (Ala Izquierda).
En las elecciones presidenciales de 2008, el partido apoyó a Dimitris Christofias, del AKEL. En el comité político, 109 miembros votaron a favor de apoyar Dimitris Christofias, cinco votaron en contra, y dos se abstuvieron.

## Resultados electorales

### Cámara de Representantes
| Año  | Votos  | %    | Escaños |
| ---- | ------ | ---- | ------- |
| 1970 | 12 996 | 8,3  | 2/35    |
| 1976 | ?      | ?    | 4/35    |
| 1981 | 23 772 | 8,2  | 3/35    |
| 1985 | 35 371 | 11,1 | 6/56    |
| 1991 | 37 264 | 10,9 | 7/56    |
| 1996 | 30 033 | 8,1  | 5/56    |
| 2001 | 26 767 | 6,5  | 4/56    |
| 2006 | 37 533 | 8,9  | 5/56    |
| 2011 | 36 113 | 8,9  | 5/56    |
| 2016 | 21 732 | 6,2  | 3/56    |
| 2021 | 24 022 | 6,7  | 4/56    |